# Неволька
Неволька (адыг. Неволькэ) — река в России, протекает по территории Кошехабльского района Адыгеи. Устье реки находится в 49 км по правому берегу реки Чохрак. Река сильно канализирована, бо́льшую часть русла реки сейчас занимает канал «Ходзь — Неволька». Ранее длина реки была 28 км, а площадь водосборного бассейна — 123 км².

## Данные водного реестра
По данным государственного водного реестра России относится к Кубанскому бассейновому округу, водохозяйственный участок реки — Лаба от истока до впадения реки Чамлык. Речной бассейн реки — Кубань.
Код объекта в государственном водном реестре — 06020000712108100003809.